# Courtney Fortson
Courtney Fortson, né le 23 mai 1988, à Montgomery, en Alabama, est un joueur américain de basket-ball. Il évolue au poste de meneur.

## Biographie
En février 2021, Fortson s'engage avec l'AS Monaco mais ne participe à aucune rencontre.

## Palmarès
- International MVP du championnat chinois en 2018[1]
- Defenseur d'année du championnat chinois en 2018[1]
- All-Star TBL 2016
- NBA Development League All-Star 2013
- MVP de la Superligue de Russie 2014[1]
- All-NBA D-League Second Team 2012
- Second-team All-SEC 2010